# Ебола (річка)
Ебо́ла — річка, розташована в північній частині Демократичної Республіки Конго (раніше мала назву Заїр). Частина річки Монгала, правої притоки Конго.
Уперше гарячку Ебола було виявлено у вересні 1976 року неподалік від русла річки. Звідси й назва гарячки. Крім того, таку назву дістав і вірус, який спричиняє відповідне захворювання.